# Tamerlan Tmenov

Tamerlan Tmenov (27 de julho de 1977) é um judoca russo.
Foi vice-campeão olímpico nos Jogos Olímpicos de 2004 em Atenas, além de medalhista de bronze em Sydney 2000
Foi campeão europeu de judô 7 vezes. Em campeonatos mundiais de judô, possui duas pratas e dois bronzes.